# Marguerite Béclard d'Harcourt
Marguerite Béclard d'Harcourt (nascuda Marguerite Béclard) (París, 24 de febrer de 1884- París, 2 d'agost de 1964) fou una compositora i etnomusicòloga francesa.

## Biografia
Neix a París el febrer de 1884. El seu pare, Jules Béclard era degà de la Facultat de Medicina i oficial de la Legió d'Honor.
Estudia orgue amb Abel Decaux i composició amb Vincent d'Indy a la Schola Cantorum i més tard contrapunt amb Maurice Emmanuel, amb qui desenvolupa un gran interès cap als modes i la cançó popular. El 1908 es casa amb l'antropòleg Raoul d'Harcourt, amb qui desenvoluparà un treball de camp als Andes del qual resultaran diverses publicacions, incloent-hi la primera col·lecció notada de cançons dels quítxua (1923) i La musique des Incas et ses survivances (1925), amb descripcions d'instruments musicals, festivitats, danses, així com anàlisi i transcripcions de més de 200 melodies, amb lletra i harmonitzacions. El 1956 publica Chansons folkloriques françaises au Canada.

## Obres
- 50 Mélodies populaires indiennes, 1923
- Raïmi, ou la Fête du soleil, ballet, 1926
- 3 Sonnets de la Renaissance, 1930
- Quatuor à cordes, 1930
- Trois mouvements symphoniques, 1932
- Les Enfants dans l'enclos, mélodies, 1934-1935
- 24 Chansons populaires du Vieux Québec, 1936
- Sonate à trois, 1938
- Dierdane, drame lyrique, 1937-1941
- Sonatine, pour flûte et piano, 1946
- 2e symphonie « Les Saisons », 1951-1952

## Escrits
En col·laboració amb Raoul d'Harcourt escriu:
- La Musique des Incas et ses survivances, Paris, P. Geuthner, 1925
- Chansons populaires françaises du Canada : leur langue musicale, Paris, PUF, 1956